# Mallodonopsis corrosus
Mallodonopsis corrosus (лат.) — вид жуков-усачей из подсемейства прионин. Распространён в Северной и Центральной Америке — в Мексике, Белизе, Гватемале, Гондурасе и Панаме.